# Salzweg
Salzweg je obec v německé spolkové zemi Bavorsko, v zemském okrese Pasov ve vládním obvodu Dolní Bavorsko.
Žije zde přibližně 6 800 obyvatel.

## Geografie

### Sousední obce
| Růžice kompasu | Ruderting  | Hutthurm | Büchlberg | Růžice kompasu |
| Růžice kompasu | Tiefenbach | Sever    | Thyrnau   | Růžice kompasu |
| Růžice kompasu | Tiefenbach | Salzweg  | Thyrnau   | Růžice kompasu |
| Růžice kompasu | Tiefenbach | Jih      | Thyrnau   | Růžice kompasu |
| Růžice kompasu | Pasov      |          |           | Růžice kompasu |